# Junjo
Albums de Esperanza Spalding
Esperanza
(2008)
Junjo est le premier album d'Esperanza Spalding publié en 2006 par le label espagnol Ayva Musica.

## À propos de l'album
À la sortie de l'album, Esperanza Spalding est âgée de seulement 21 ans, et elle est déjà enseignante au Berklee College of Music.
Elle est la productrice et l'arrangeuse de tout l'album, qui contient plusieurs de ses compositions. Accompagnée par deux excellents musiciens cubains, Aruan Ortiz au piano et Francisco Mela à la batterie,, Spalding scatte sur la plupart des morceaux. Cantora de Yala, qu'elle interprète seule à la voix et la contrebasse, est le seul morceau avec des paroles.
L'album est publié par un petit label espagnol, Ayva Musica, sans grande diffusion, ce qui ne l'empêche pas d'être remarqué, notamment par le The New York Times et All About Jazz. AllMusic est également enthousiasmé par l'album.

## Liste des pistes
| No | Titre           | Musique                             | Durée |
| -- | --------------- | ----------------------------------- | ----- |
| 1. | The Peacocks    | Jimmy Rowles                        | 7:53  |
| 2. | Loro            | Egberto Gismonti                    | 5:03  |
| 3. | Humpty Dumpty   | Chick Corea                         | 5:47  |
| 4. | Mompouana       | Aruan Ortiz                         | 7:48  |
| 5. | Perazuán        | Esperanza Spalding, Aruan Ortiz     | 3:32  |
| 6. | Junjo           | Esperanza Spalding                  | 5:10  |
| 7. | Cantora de Yala | Gustavo Leguizamón, Manuel Castilla | 4:52  |
| 8. | Two Bad         | Esperanza Spalding                  | 6:46  |
| 9. | Perazela        | Francisco Mela, Esperanza Spalding  | 1:33  |

## Musiciens
- Esperanza Spalding : contrebasse, chant
- Aruan Ortiz : piano
- Francisco Mela : batterie